# Ligne d'Escaudœuvres à Gussignies
La ligne d'Escaudœuvres à Gussignies était une ligne ferroviaire française à écartement standard du département du Nord, qui permettait de relier la gare de Cambrai à Gussignies.
Elle constitue la ligne no 251 000 du réseau ferré national.

## Histoire
La ligne « de Cambrai à la frontière de Belgique vers Dour » est concédée à la Compagnie des chemins de fer du Nord par une convention signée entre le ministre des Travaux publics et la compagnie le 15 juin 1872. La convention est approuvée par une loi qui déclare d'utilité publique la ligne à la même date.
Le raccordement au niveau de la frontière est défini par une convention internationale signée le 23 septembre 1877 entre la République Française et le Royaume de Belgique. Cette convention est approuvée par une loi le 21 mars 1878 et promulguée par un décret le 28 mars suivant.
Le tronçon de Solesmes à la frontière belge est fermé au trafic voyageurs le 15 mai 1939, celui de (Cambrai) Escaudœuvres à Solesmes le 1er avril 1955. 
La section Escaudœuvres-Rieux est fermée au trafic marchandises le 2 février 1955, celles de Rieux à Saint-Aubert le 7 avril 1969, de Solesmes à Salesches le 3 novembre 1969, de Bavay à Bettrechies le  7 avril 1969, de Bavay à Gommegnies le 1er février 1971, de Saint-Aubert à Solesmes le 30 septembre 1990.
La section entre Saint-Aubert et Solesmes est officiellement fermée le 30 septembre 1990. Elle est retranchée du réseau ferroviaire et déclassée (PK 217,100 à 224,270) par un décret du 20 septembre 1991 pour la création d'un chemin de randonnée.

## La ligne

### Tracé
La ligne prenait naissance sur le territoire d'Escaudœuvres, une commune au nord de Cambrai, et part vers l'est, en direction de Solesmes, du Quesnoy puis de Bavay où elle croisait la Ligne de Valenciennes-Faubourg-de-Paris à Hautmont. Elle continuait ensuite vers la frontière franco-belge à hauteur de Gussignies où elle se prolongeait en Belgique, en direction de Mons.